# Al Woods
Al Joseph Woods (Jennings, 25 marzo 1987) è un giocatore di football americano statunitense che milita nel ruolo di defensive tackle per i New York Jets della National Football League (NFL). Fu scelto nel corso del 4º giro (123º assoluto) del Draft NFL 2010 dai New Orleans Saints. Al college ha giocato a football per LSU. Ha giocato anche per i Tampa Bay Buccaneers, Seattle Seahawks, Pittsburgh Steelers e Tennessee Titans.

## Carriera universitaria
Woods frequentò l'Università della Louisiana dal 2006 al 2009 e giocò per i LSU Tigers. In tre stagioni disputò 41 partite (16 da titolare) e totalizzò 73 tackle (35 singoli), 3,5 sack, due passaggi deviati e tre fumble recuperati.

## Carriera professionistica

### New Orleans Saints
Woods fu scelto nel corso del 4º giro (123º assoluto) del Draft NFL 2010 dai New Orleans Saints. Il 15 luglio 2010 firmò un contratto quadriennale con i Saints. Venne svincolato il 4 settembre 2010.

### Pittsburgh Steelers
Il 7 settembre 2010, Woods firmò con i Pittsburgh Steelers per far parte della squadra di allenamento.

### Tampa Bay Buccaneers
Il 3 novembre 2010, Woods firmò con i Tampa Bay Buccaneers per far parte della prima squadra. Terminò la stagione 2010 con nove presenze, 17 tackle combinati e 0,5 sack. Venne svincolato il 3 settembre 2011.

### Seattle Seahawks
Il 4 settembre 2011, Woods firmò con i Seattle Seahawks. Giocò solo due partite per i Seahawks per poi essere svincolato l'8 novembre 2011.

### Ritorno ai Pittsburgh Steelers

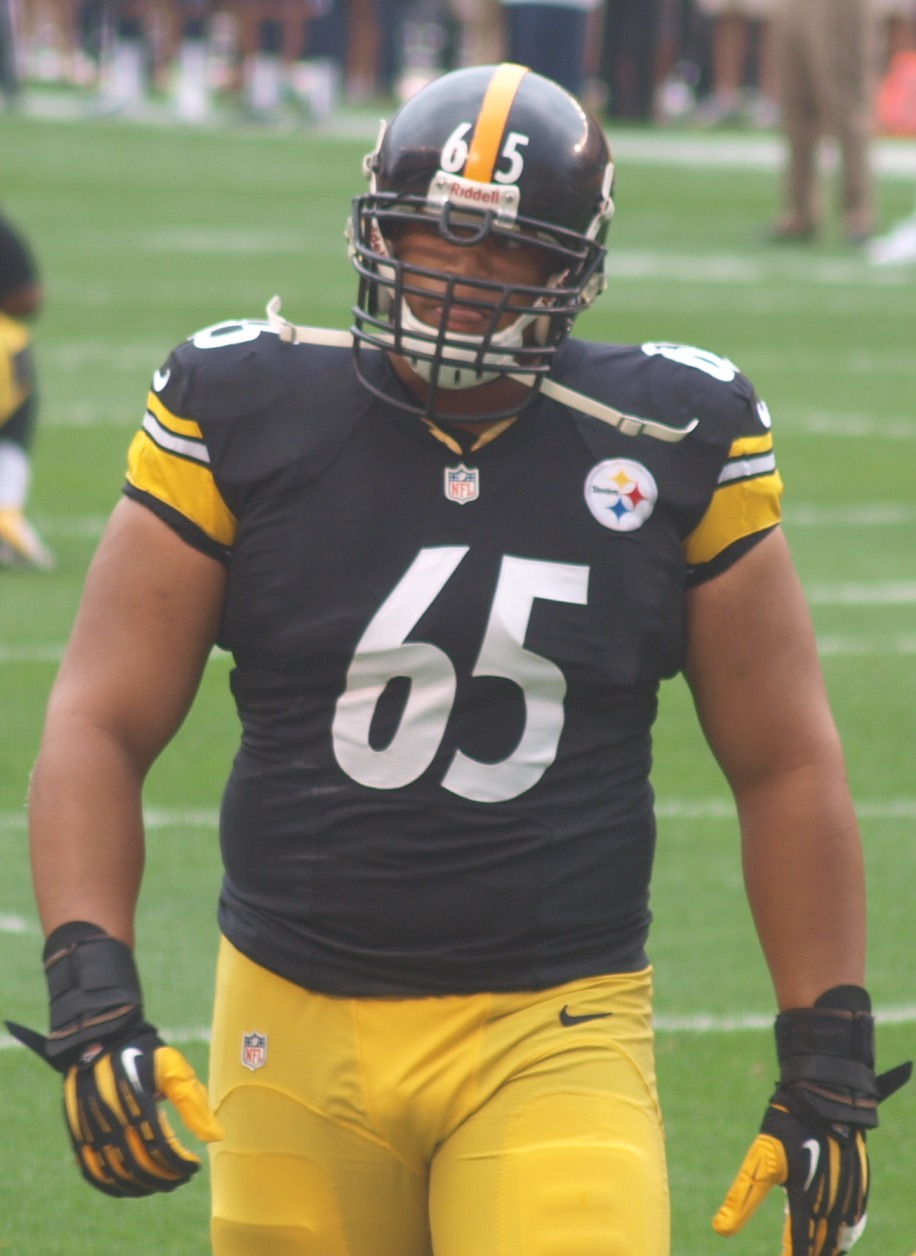
Woods con gli Steelers nel 2013.

Il 9 novembre 2011, Woods firmò con gli Steelers. Debuttò con gli Steelers nella stagione 2012, disputando dodici partite e totalizzando tre placcaggi.
Nella stagione 2013 disputò tutte le 16 partite (due da titolare) e fece registrare 16 placcaggi combinati, due sack e due passaggi deviati.

### Tennessee Titans
Il 12 marzo 2014, Woods firmò con i Tennessee Titans. Terminò la stagione 2014 con sedici presenze (una da titolare), 26 placcaggi combinati e un sack.
Nella stagione 2015, Woods disputò 14 partite (nove da titolare), facendo registrare 22 placcaggi combinati.
Nella stagione 2016 disputò 12 partite (sette da titolare) e fece registrare 18 placcaggi combinati.
L'8 marzo 2017, Woods fu svincolato dai Titans.

### Indianapolis Colts
Il 14 marzo 2017, Woods firmò con gli Indianapolis Colts. La stagione 2017 fu la sua migliore: disputò tutte le sedici partite da titolare e fece registrare 44 placcaggi combinati e un sack.

### Seattle Seahawks
Il 10 maggio 2019 Woods firmò un contratto di un anno per fare ritorno ai Seahawks.

### Jacksonville Jaguars
L'8 aprile 2020 Woods firmò con i Jacksonville Jaguars ma stagione 2020 decise di non scendere in campo a causa della pandemia di COVID-19.

### Seattle Seahawks
Il 5 aprile 2021 Woods firmò per fare ritorno ai Seahawks. Il 14 marzo 2022 firmò un rinnovo biennale del valore di 9 milioni di dollari. Il 20 marzo 2023 fu svincolato.

### New York Jets
L'11 maggio 2023 Woods firmò con i New York Jets.